# 龍-RON-
『龍-RON-』（ロン）は、村上もとかによって1990年から2006年まで『ビッグコミックオリジナル』（小学館）にて連載された歴史漫画、またそれを原作とするテレビドラマである。
単行本は、ビッグコミックス全42巻、文庫版全21巻が刊行されている。第41回小学館漫画賞青年一般部門受賞作。

## あらすじ
1928年、京都。押小路龍は財閥を経営する押小路男爵家の跡取りであったが、会社経営には興味がなく、幼少時から得意としていた剣道の腕で身を立てようと、日本有数の武道家育成機関・武道専門学校（武専）へ入学する。師の薫陶や同期との研鑽、幼馴染の舞妓・小鈴、押小路家の女中・田鶴ていとの恋模様を通して、龍少年は少しずつ大人の男へと成長してゆく。
やがて龍は、ていとの結婚を巡って武専を退学し実業家へ転身する。それぞれの人間がそれぞれの人生を歩んでゆく中、世界は世界恐慌に端を発する激動の時代へ突入。その中で龍の出生の秘密が、世界の趨勢に大きな影響を及ぼすようになってゆく。

## 主要人物
主要登場人物は架空の人間だが、中には内藤高治や甘粕正彦のように、実在の人物が登場することもある。また、当時の有名人を模したオリジナルキャラクターも脇役として登場する。
押小路 龍（おしこうじ りゅう） / 李 龍（リイ ロン）
本作の主人公。子供の頃から剣道を学び、「京の龍」と呼ばれるほどの実力を誇る天才少年剣士だった。押小路男爵家の嫡男であり押小路財閥の後継者と目されているが、本人はそれを望まず、武道家として剣で身を立てるべく中学卒業と同時に武専の門を叩いた。また剣道と並行して、押小路家の食客・陳から中国武術（少林拳）も習っている。
小鈴と幼い頃から互いに惚れあっているが、17歳の時に出会ったていのこともまた強く愛している。武専4年生の時に紆余曲折を経てていとの結婚を認められ、武専を退学し押小路家を離れたが、卓磨が暴漢に襲撃されて瀕死の重傷を負ったことから総帥代行に指名され、実業家に転身した。
その後、一磨殺害の容疑をかけられて日本を脱出して中国に渡り、渡航中の事故で記憶を失って中国人・李龍として3年間を過ごす。やがて上海の暗黒街でその名を知られる存在となり、ていと再会したことでその記憶を取り戻した。
母・高瀬紅子（趙紅華）は紫禁城の後宮護衛隊の一族の人間で、一磨が軍務で中国に滞在している時に一磨と関係を持ち、龍が誕生した。その出生の経緯から、龍は中国歴代皇帝の秘宝と言われる「黄龍玉璧」の後継者とされており、この秘宝を巡ってやがて列強諸国が激しい争奪戦を繰り広げるようになる。
田鶴 てい（たづる てい）
本作のヒロインの一人。東北の貧しい農家の生まれで、普段は東北方言を話す。家族を養うべく幼くして家族と別れ、ひとり京都で暮らしていた。食堂で下働きをしていた時に龍と出会い、その数か月後、住み込みの女中として押小路家に奉公。その明晰な頭脳と、懸命に仕事をしながら勉学に励む姿を一磨に見出され、女中の仕事の傍ら、一磨の支援を受けて女学校に通うようになった。
龍とは初めて会った時から互いに意識し合う関係で、龍が武専4年生の時に一磨の許しを得て龍と仮祝言をあげ、龍と共に押小路家を離れた。その後、生活のために映画スタジオで炊事係をしていた時、撮影の見学中に女優としてスカウトされ（セリフを喋る際は訛りが完全に消えることも大きかった）、瞬く間に国民的映画スタアへと上り詰めた。後に上海を経て満州国へ渡り、満州映画協会において女優から映画監督へ転身。龍とも正式に結婚し、龍との間に一人娘・和華をもうける。
小鈴（こすず）
本作のヒロインの一人。龍の幼馴染で、子供の頃から舞妓として育てられ、京都一と謳わる芸妓となった。
幼い時から龍と互いに想いを寄せ合っていたが、卓磨に強奪されるような形で身請けされて妾となり、龍とは互いに思慕を寄せながらもすれ違いを繰り返すようになる。龍が日本を脱出した後、一人息子・冬馬を授かったが、龍と体を重ねた時期とも符合するため、その父親が龍か卓磨かは判明していなかったが、卓磨の臨終に自分には子種がないことを小鈴に明かし龍が父親であることを話す。
卓磨に対しては、当初は尊敬や畏怖の入り混じった複雑な感情を抱いていたが、冬馬の誕生によって変化が生まれ、夫として愛情を抱くようになっていった。苗字は明らかになっていないが、最終回では自宅の表札に、押小路姓と共に澤姓が掲げられている。
押小路 一磨（おしこうじ かずま）
龍の父親。押小路家の当主で男爵。押小路財閥のオーナーではあるが、財閥の経営は若い頃から弟の卓磨に任せきりで、祇園を遊び歩く気ままな生活を送っている。
かつて陸軍で情報将校を務めており、北京に公使館付き武官として駐在していた時に高瀬紅子との間に龍を授かり、歴代皇帝に受け継がれてきた秘宝の存在を知った。この世を去った紅子に代わって、旧知の食客・陳と共に、龍を育てながら秘宝の在り処を探し続けている。
後に貴族院議員となって東京に居を移し、二・二六事件の夜、秘宝の手がかりを求めんとクーデターに乗じて邸宅を襲撃してきた鳳花に殺害された。鳳花が自分の子供であることは、殺害される直前まで知らなかった。
押小路 卓磨（おしこうじ たくま）
押小路財閥総帥。一磨の実弟で、龍の叔父。一磨と同じく家業に関わらず気ままに生きようとする龍に厳しく当たっているが、龍の人徳や強運を高く評価し、次期総帥に据えようとも考えている。
京都一の芸妓であった小鈴に惚れ込み、しきたりを破る形で強引に小鈴を身請けし、妾とした。しかしその後も小鈴と龍が互いに想い合っていることを知っており、二人に対して愛憎入り混じった複雑な感情を抱いている。
朱 鳳花（ジュ フォンホワ）
龍の双子の兄弟。半陰陽で、普段は女装して暮らしている。中国の新進気鋭の京劇俳優であると同時に、紫禁城の後宮護衛隊を前身とする秘密結社「紅龍」の首領でもある。秘宝の後継者として、黄龍玉璧の行方を追い求めている。
満州で事業を拡大しようとしていた龍と素性を隠して接触し、龍の日中親善の文化事業に乗って劇団と共に来日。二・二六事件に乗じて東京の押小路別邸を襲撃し、玉璧の手がかりを得て一磨を殺害した。中国本土に戻った後、再び龍と接触して玉璧の在り処を突き止め入手に成功、他の勢力から玉璧を守りつつ、列強との交渉の道具として用いている。
曹 徳豊（そう とくほう / ツァオ トォフォン）
中国人留学生。京都の朝鮮部落の暴動を食い止めた龍を師と仰ぎ、半ば強引に行動を共にするようになった。龍が実業家となった後は、龍の右腕として常に傍らについている。
その正体は、押小路家の秘密を探るべく紅龍から派遣された工作員だったが、龍と接し続けているうちにその人間性に魅了されて無二の親友同士となり、やがて組織に背いてまで龍に助力するようになった。
キム・スンヨン
京都の朝鮮部落に住む朝鮮人少年。朝鮮人を差別する日本人を激しく憎んでいるが、心無い日本人から自分や部落の人間を体を張って守った龍の姿を見て、龍を兄貴分として慕うようになった。
二・二六事件の煽りを受けて特別高等警察に逮捕されて激しい拷問を加えられ、龍と共に留置場を脱出し中国への密航船に乗り込んだ。しかし上海を目前にしての海難事故によるケガで左目を失うことになった。その後、上海に住む、朝鮮人にかくまわれ、大韓民国臨時政府の活動に参加したが、組織は弱体化していたため、ソ連にわたって数々の訓練を受けたのち、金英雄（キム・ヨンウン）を名乗り中国東北部の中朝国境付近で遊撃隊を率いて抗日ゲリラ活動を展開するようになった。

名前は漢字で金昇龍と書く。初期は名前がスンヨンでなくスションとされていた。
日影 崇（ひかげ たかし）
特別高等警察の刑事。京都府警特高課長、兵庫県警警察部長を経て、満州国首都警察へと派遣されてきた。龍が武専に通っていた時代から、龍やていと面識がある。押小路家の秘密について調査を重ね、折に触れて様々な形で龍・ていと接触、時に敵対している。
李 文龍（リイ ウェンロン）
中国人少年。科挙合格者を何人も出した名門の家系の生まれだが、祖父の代で没落し、浙江省の小さな村で姉・春蘭と二人で食堂を経営して暮らしていた。魯迅に憧れ、魯迅のような小説家になることを夢見ている。
村で行き倒れになっていた龍を助けて義兄弟の契りを結び、やがて記憶のない龍と共に上海へ移り住み、暗黒街で出世した龍の援助を受けて学校へ通うようになった。その後、太平洋戦争の開戦や、想いを寄せていたユダヤ人少女との別離、龍が甘粕と手を結んだことに対する反発などがきっかけとなって中国共産党に身を投じ、日本軍などを相手にゲリラ戦を繰り広げるようになる。
岩手の盛岡駅の東口に李文龍の名の石碑がある。漫画との関連は不明。
李 雲龍（リイ ユンロン）
満州人の孤児。人買いに虐げられて育った名もない子供で、満州で映画監督となったていの目に留まって映画の主役として抜擢され、ていの養子となり李雲龍と名付けられた。その生い立ちから、人を騙して陥れることに躊躇いのない狡猾な性格をしている。
ていに引き取られた当初は、映画制作が終わった後で用済み扱いされることを恐れて心に壁を作っていたが、実の娘である和華と同じように愛情を注ぐていにやがて心を開き、ていを母と慕い、和華を妹として愛するようになった。
内藤高治（ないとう たかはる）
武専剣道科主任教授。当時の日本を代表する剣道家のひとりで、かつては警視庁武術世話掛などを務めていた。剣道・武道における「道」を重んじ、後進の育成に情熱を傾けている。
1928年の武専入学式当日、龍と人力車夫数名の決闘の現場に偶然遭遇、背中を見せて逃げようとした車夫に容赦なく追い打ちをかけた龍の振る舞いを「卑怯千万」と断じ、武士としての心構えを説いた。それによって龍は内藤を生涯の師と仰ぐようになり、この時龍に贈られた「道の為来たれ」という言葉は、龍生涯の座右の銘となった。1929年、病没。
実在の内藤については内藤高治を参照。
甘粕正彦（あまかす まさひこ）
満州映画協会理事長。元陸軍大尉で、満州国の建国にも携わった。満州においては「魔王」の異名をとり、陸軍を退役した後も絶大な権勢を振るっている。映画人としてのていを強く後押しする一方で、満州国の将来のため、龍と協力して玉璧を手に入れるべく奔走している。非常に酒癖が悪い。
実在の甘粕については甘粕正彦を参照。

## テレビドラマ
1995年5月7日から5月28日までNHK衛星第2テレビジョンで毎週日曜日21:00 - 21:45 (JST) に放送された。また、それを再編集したものがNHK総合テレビジョンで1996年1月1日と1月2日の22:30 - 24:00 (JST) に放送された。

### キャスト
- 押小路龍：市川染五郎（現・10代目 松本幸四郎）
- 押小路一磨：藤竜也
- 小鈴：千堂あきほ
- 田鶴てい：持田真樹
- 押小路卓磨：大竹まこと
- 高瀬紅子：黒木瞳
- 内藤高治：萬屋錦之介
- 亀山忍
- 中村嘉葎雄
- 大滝秀治

### スタッフ
- 脚本：香取真理
- 演出：広瀬満
- 制作・著作：NHK大阪放送局

## 備考
- 中国語の「龍」はローマ字表記では「Ron」でなく「Long」などと綴られる。これについて作中で、「Ron」を日本なまりと説明している。